# Medwyn Goodall
Medwyn Goodall (né en 1961) est un compositeur et musicien principalement associée au genre new age. 

## Biographie
Il est né dans le Yorkshire, en Angleterre. Il vit avec sa femme, Wendy, dans les Cornouailles, en Angleterre. Selon Allmusic, « Goodall a commencé à composer des chansons originales adolescent, gagnant une notoriété locale; dans les années qui suivirent, il a appris à jouer une vaste gamme d'instruments, y compris la mandoline, le piano, la batterie, la harpe, la flûte, la flûte de pan, le vibraphone et le synthétiseur, et réalisant son premier album à 16 ans ». Ce compositeur prolifique a enregistré plus de 75 albums. Il a également été en tête des charts de musique au Royaume-Uni à deux reprises, et a vendu plus de trois millions d'albums. Son premier album a été Emergence (1987), publié par New World Music. Ses premiers albums ont été publiés également par Oreade Music. Medwyn Goodall a récemment rejoint MG Musique, un label qui se spécialise dans la musique new age.
Il produit des albums sur lesquels il a arrangé, réalisé, mixé et masterisé chaque chanson, même si son album Om (2006), a été produit en collaboration avec Terry Oldfield. OM2 (2010), a été produit en collaboration avec Aroshanti.
Beaucoup de productions récentes de Goodall sont sorties sous le pseudonyme de Midori. Il explique qu'il a choisi ce pseudonyme pour « enregistrer des projets plus ethniques, orientaux, ou proche des arts de la guérison », sans confondre les fans de sa musique habituelle. 
Une des pistes de Goodall, Free Spirit, tirée de son album et Visualisations et méditations (2001) a été utilisée dans le jeu vidéo Spyro 2.

## Discographie
- 0000 — No Strings Attached
- 0000 — Celtic Mist 3
- 0000 — Music For Dolphin Experience
- 1987 — Emergence — (New World Music)
- 1987 — Innocence
- 1987 — Kindred Spirits — (New World Music)
- 1988 — In The Stillness Of A Moment
- 1988 — Paradise Moon — (Discover)
- 1989 — In the Stillness of a Moment — (New World Music)
- 1989 — Angel Sleep — (New World Company)
- 1989 — Gifts of Comfort and Joy
- 1990 — Druid — (New World Company)
- 1990 — Excalibur — (New World Company)
- 1990 — Leo — (Oreade Music)
- 1990 — Merlin — (New World Company)
- 1991 — Earth Healer — (New World Company)
- 1991 — Medicine Woman — (New World Company)
- 1992 — The Way of the Dolphin — (New World Company)
- 1992 — Kingdom of the Sun God — (New World Company)
- 1992 — Great Spirit — (New World Company)
- 1993 — Coral Sand
- 1993 — Antarctica
- 1993 — Eagle Spirit — (New World Company)
- 1994 — Goddess From The Sea
- 1994 — Nazca
- 1994 — Phoenix — (with Simon Cooper)
- 1994 — The Four Horsemen
- 1994 — Golden Dreams Forever
- 1994 — Bach
- 1994 — Beethoven
- 1994 — Mozart
- 1994 — Purple Dream
- 1994 — Return To Eden
- 1994 — Alpha And Omega
- 1994 — Green Dream
- 1994 — Neptune, God of the Oceans
- 1994 — Siesta — (New World Music)
- 1995 — Tintagel
- 1995 — Eternal Pathways
- 1995 — Odyssey
- 1995 — Ashley Moon — Sapphire
- 1995 — Guardian Spirit
- 1995 — Pagan Dawn
- 1995 — Moon Goddess — (New World Company)
- 1995 — Where Angels Tread — (New World Music)
- 1995 — The Gift of Excalibur
- 1995 — Visions
- 1996 — Angel Helpers
- 1996 — Myth and Magic — (New World Music)
- 1996 — Gifts of Comfort and Joy — (New World Company)
- 1996 — King Shaman — (Oreade)
- 1996 — Soshone Dream — (Oreade Music)
- 1996 — Priestess Return to Atlantis — (New World Company)
- 1996 — Guinevere
- 1996 — The Round Table
- 1996 — Winds Across the Pacific
- 1996 — Celtic Sunrise — (Label: Dawn Awakening, UK)
- 1996 — Dream Catcher — (Label: Dawn Awakening, UK)
- 1996 — Celtic Sunrise — (Label: Dawn Awakening, UK)
- 1996 — Dream Catcher — (Label: Dawn Awakening, UK)
- 1997 — Alcazar — (Oreade Music)
- 1997 — Nazca, Land of the Incas — (Oreade Music)
- 1997 — Grail Quest: The Arthurian Collection, Vol. 1 — (Oreade Music)
- 1997 — The Gift of Excalibur: The Arthurian Collection, Vol. 2 — (Oreade Music)
- 1997 — Fair Queen Guinevere: The Arthurian Collection, Vol. 3 — (Oreade Music)
- 1997 — All Good Things
- 1997 — A Christmas Tapestry — (New World Company)
- 1997 — Dolphin Quest — (Oreade)
- 1997 — Way of the Ocean — (New World Music)
- 1997 — Clan: A Celtic Journey — (New World Company)
- 1997 — Ancient Nazca: Inca Mysteries — (Oreade Music)
- 1998 — Way of the Moon — (New World Company)
- 1998 — Spirit of Christmas — (Oreade Music)
- 1998 — Wisdom Of The Forest
- 1998 — Best of Medwyn Goodall — (Oreade Music)
- 1998 — Gregorian Harmonny — (New Music World)
- 1998 — Secret Of The Panpipes — (New Music World)
- 1999 — Medicine Woman II: The Gift — (New World Company)
- 1999 — Catalan Siesta — (Sanctuary)
- 1999 — Peaceful Garden
- 1999 — Millennium — (New World Company)
- 1999 — Comet — (New World Company)
- 2000 — Lightstream
- 2000 — The Scroll (Clan II) — (New World Music)
- 2000 — Visions — (New World Music)
- 2000 — Bali — (New Music World)
- 2000 — Winds Across the Pacific — (Oreade Music)
- 2000 — Mind Body Soul Series Sleep — (New World Music)
- 2001 — Mind Body Soul Series — Meditation & Visualisation — (New World Music)
- 2001 — Mind Body Soul Series — Feng Shui -(New World Music)
- 2001 — Earth Love
- 2001 — The Essence of Magic — (New World Company)
- 2001 — Timeless — (New World Music)
- 2001 — English Summer
- 2001 — Sacred Medicine — (Oreade Music)
- 2001 — Autumn (series Four Seasons) — (Label: New Beginnings)
- 2001 — Spring (series Four Seasons) — (Label: New Beginnings)
- 2001 — Summer (series Four Seasons) — (Label: New Beginnings)
- 2001 — Winter (series Four Seasons) — (Label: New Beginnings)
- 2001 — April Showers — (Label: New Beginnings)
- 2001 — Clam Ocean — (Label: New Beginnings)
- 2001 — Heaven’s Breath — (Label: New Beginnings)
- 2001 — The Magic Of Easter Island — (Label: New Beginnings)
- 2001 — Scarborough Fair — (New Music World)
- 2001 — April Showers — (Label: New Beginnings)
- 2001 — Clam Ocean — (Label: New Beginnings)
- 2001 — Heaven’s Breath — (Label: New Beginnings)
- 2001 — The Magic Of Easter Island — (Label: New Beginnings)
- 2002 — Snows of Kilimanjaro — (New World Company)
- 2002 — Shoshone Dream — (Oreade Music)
- 2002 — Bonsai Garden — (New Music World)
- 2002 — Reflexology — (New Music World)
- 2002 — Anam Cara — (Oreade Music)
- 2003 — Rhythm of the Ancients — (New World Company)
- 2003 — Dragon’s Keep (with Tony O’Connor) — (Label: Studio Horizon)
- 2003 — Classics for Healing — (New World Music)
- 2004 — Classics for Tranquillity — (New World Music)
- 2004 — Classics for Creativity — (New World Music)
- 2004 — Copyright Free Music Series, Vol. 1: Movement — (MG Music)
- 2004 — Copyright-Free Music Series, Vol. 2: Stillness — (MG Music)
- 2004 — Copyright Free Music Series, Vol. 4: Expression — (MG Music)
- 2004 — Copyright Free Music Series, Vol. 5: Overdub — (MG Music)
- 2004 — Copyright Free Music Series, Vol. 6: Christmas — (MG Music)
- 2004 — Copyright Free Music Series, Vol. 7: Medieval Wedding — (MG Music)
- 2004 — Copyright Free Music Series, Vol. 8: Celtic — (MG Music)
- 2004 — Eye of the Wolf — (MG Music)
- 2004 — Dolphins And Sea — (Oreade Music)
- 2004 — Guinevere — (MG Music)
- 2004 — Land of the Inca — (MG Music)
- 2004 — Momentum — (MG Music)
- 2004 — Chronicles: An Epic Tale in Music — (Oreade Music)
- 2004 — Natural Sound Series — Dolphins — (MG Music)
- 2004 — Natural Sound Series — Morning Birdsong — (MG Music)
- 2004 — Natural Sound Series — Mountain Stream — (MG Music)
- 2004 — Natural Sound Series — Ocean Waves — (MG Music)
- 2004 — Natural Sound Series — Raindrops — (MG Music)
- 2004 — Natural Sound Series — Rainforest — (MG Music)
- 2004 — Natural Sound Series — Thunderstorm — (MG Music)
- 2004 — Natural Sound Series — Pebble Beach — (MG Music)
- 2004 — Natural Sound Series — Woodland Walk — (MG Music)
- 2004 — The Dragon’s Breath — Re-release of The Dragon’s Keep — (MG Music)
- 2004 — Pagan Dawn: The Selected Music Of Medwyn Goodall — (New World Music)
- 2004 — The Legend of King Arthur — (MG Music)
- 2004 — The Round Table — (MG Music)
- 2004 — Tintagel — (MG Music)
- 2005 — Medicine Woman III, The Rising — (New World Company)
- 2005 — Tribal Nation (with Scott Jasper) — (MG Music)
- 2005 — Natural World — (New World Music)
- 2006 — Native Spirit — Original Soundtrack
- 2006 — Celtic Visions (New Music World)
- 2006 — Gregorian Devotion — (New Music World)
- 2006 — Series Life Style — Music For Crystal Healing
- 2006 — Series Life Style — Music For Healing
- 2006 — Series Life Style — Music For Perfect Sleep
- 2006 — Series Life Style — Music For Aromatherapy & Massage
- 2006 — The Sorcerer’s Daughter — (MG Music)
- 2006 — Medwyn’s Cornwall — (MG Music)
- 2006 — Om (with Terry Oldfield) — (MG Music)
- 2006 — True Champissage — Indian Head Massage — (MG Music)
- 2006 — True Reiki — (MG Music)
- 2007 — Earth Goddess — (MG Music)
- 2008 — Amun Ra
- 2008 — Serve chilled (with Tim Rock) — (MG Music)
- 2009 — Druid II
- 2009 — Origins
- 2009 — Medicine Woman IV — Prophecy 2012
- 2010 — Clan III — The Lands Beyond
- 2011 — Tears Of The Dragon
- 2011 — Knight
- 2013 --- Turtle Island
- 2013 --- Music For Perfect Sleep
- 2013 --- The Very Best Of Celtic
- 2013 --- Thunder Drums (Taiko)